# Бондаренко Світлана Володимирівна
Світлана Володимирівна Бондаре́нко (12 липня 1935, Київ — 22 березня 1996, Київ) — українська художниця і педагог; член Спілки радянських художників України з 1970 року. Дочка художників Володимира Бондаренка і Віри Кирилової; дружина художника Євгена Гончаренка; мати художників Тараса і Юрія Гончаренків.

## Біографія
Народилася 12 липня 1935 року в місті Києві. 1961 року закінчила Київський художній інститут, де навчалася у Олексія Шовкуненка, Карпао Трохименка.
Протягом 1961–1996 працювала викладачем Республіканської художньої школи імені Тараса Шевченка. Серед учнів: Любов Микита, Олена Михайлова-Родіна, Борис Ніщета (Марков Борис). Мешкала в Києві, в будинку на бульварі Івана Лепсе № 5, квартира № 109. Померла в Києві 22 березня 1996 року.

## Творчість
Працювала в галузі станкового живопису, створювала тематичні картини. Серед робіт:
- «Портрет гуцулки» (1965);
- «Мати» (1967);
- «Подружжя молодих гуцулів» (1969);
- «Марічка» (1970);
- «Родина» (1970–1972);
- «1914 рік. Володимир Ленін серед польських гуралів» (1970);
- «Вічне джерело» (1970–1973);
- «Колиба» (1971);
- «Материнство» (1971);
- «Первісток» (1972);
- «Гуцульський натюрморт» (1975);
- «Весілля йде» (1978).

Брала участь у виставках з 1962 року.